# Stenaria butterwickiae
Stenaria butterwickiae là một loài thực vật có hoa trong họ Thiến thảo. Loài này được (Terrell) Terrell mô tả khoa học đầu tiên năm 2001.